# Австрийская партия свободы
Австрийская партия свободы (АПС) (нем. Freiheitliche Partei Österreichs (FPÖ)) — австрийская правая политическая партия, исповедующая национал-консерватизм.
АПС считается популистской партией (правый популизм), которую зачастую также относят к так называемым евронационалистическим партиям. Она выступает за ужесточение контроля над иммиграцией [прояснить]. Лидером партии с 2021 года является Герберт Кикль. В апреле 2005 года Йорг Хайдер и другие руководители партии покинули её ряды, создав новую партию — Альянс за будущее Австрии.

## Истоки и история

### Союз Независимых
Становление и развитие АПС неразрывно связано как с объективным ходом послевоенной австрийской истории, так и с особенностями формирования её партийной системы. К моменту освобождения страны от нацизма значительная часть населения Австрии оказалась прямо или косвенно сопричастна с политикой национал-социалистов. Более полутора миллионов австрийцев служили в вермахте, ещё 600 тысяч были членами НСДАП. Начавшийся процесс денацификации положил начало преследованию австрийских нацистов со стороны судебных органов. Для большинства бывших австрийских национал-социалистов наказанием стало отлучение их от политической жизни страны, недопущение к членству в двух крупнейших партиях — Австрийской Народной Партии (АНП) и Социалистической Партии Австрии (СПА). Но уже в конце 1940-х годов социалисты посчитали возможным способствовать созданию для бывших членов НСДАП собственной партии — «Союза Независимых» («Verband der Unabhängigen» — VdU), преследуя свои собственные интересы — формирование противовеса своему партнёру по коалиции в среде мелкого и среднего австрийского бизнеса, находящегося преимущественно в провинции.
Но предыстория Австрийской Партии Свободы идёт далеко не от «Союза Независимых». Эта партия — представитель так называемого национал-либерального лагеря политико-партийной жизни Австрии (в австрийской историографии он известен как «Третий лагерь» («Drittes Lager»), который был сформирован после Первой Мировой Войны), относящаяся к периоду революций 1848 года. В межвоенный период национал-либералы боролись против Христианских Демократов и против марксистов, так как политические установки этих направлений не совпадали, также существовала «Великонемецкая народная партия» («Großdeutsche Volkspartei» — GDVP). В 1918 году после распада Австро-Венгрии, в Австрии была установлена новая республика, просуществовавшая чуть меньше года, — Республика Немецкая Австрия (Republik Deutschösterreich). Национал-либералы поддерживали идею создания этой республики и заявляли, что данная республика — всего лишь временный режим в Австрии, и позже она должна присоединиться к Германии, что вызвало возмущение у государств Антанты. В сентябре 1919 года Карл Реннер подписал Сен-Жерменский договор, по которому название страны было изменено на «Австрия», а любые попытки объединения и связи с Германией были запрещены. Идеологическим противником национал-либеральной идеи был австрофашист Энгельберт Дольфус. После аншлюса все политические движения, включая национал-либеральный лагерь (который боролся за включение Австрии в состав Германии), были поглощены нацистским тоталитарным режимом. Абсолютно все партии жестко преследовались и подавлялись. После войны национал-либеральный лагерь, также переживает не лучшие времена — все его представителей начали обвинять в национал-социалистических тенденциях и связях с НСДАП во время Второй Мировой Войны.
«Союз Независимых» представлял собой нечто вроде продолжения национал-либеральной идеи и альтернативы двум крупным партиям — АНП и СПА. Партия была основана 25 марта 1949 года журналистом Гербертом Краусом и писателем Виктором Райманном. Создание партии было поощрено социалистами, так как они стремились расколоть правый лагерь и ослабить их главных противников — АНП. На следующий день, в Зальцбурге (город находился в американской зоне оккупации), состоялось учредительное собрание партии, на котором председателем был избран Герберт Краус, его заместителями были назначены один из создателей партии Виктор Райманн и бывший член НСДАП Карл Хартлеб. Краус был лидером партии до 1952 года.
Создатели «Союза Независимых» хотели избежать господства в политике Австрии двух лагерей — социалистов и «народников», а также опасались, что враждебность в обществе, вызванная после быстро разработанной политики денацификации, могла бы стимулировать возрождение и рост национал-социалистических настроений в австрийском обществе. Функционируя как альтернатива двум существующим политическим лагерям, «Союз Независимых» включил в себя сторонников разных политических движений, включая либералов, отстаивающих идеи свободного рынка, популистов, бывших нацистов и немецких националистов, так как две последние группы были неспособны вступить в АНП или СПА.
В 1949 году партия впервые смогла продемонстрировать себя в политической жизни Австрии. 9 октября 1949 года прошли вторые в истории свободной послевоенной Австрии выборы в нижнюю палату парламента — Национальный Совет (Nationalrat). На этих выборах «Союз независимых» позиционировал себя как «Выборная партия независимых» («Wahlpartei der Unabhängigen»). На выборах за «независимых» проголосовало 11,7 % избирателей, таким образом, партия получила 16 мест в нижней палате парламента и заняла третье место. Основной частью электората являлись, естественно, бывшие члены НСДАП. Однако не абсолютно все бывшие члены НСДАП голосовали на «независимых» — АНП и СПА также активно боролись за эту значительную часть австрийских избирателей, ведь по разным оценкам число бывших австрийских членов НСДАП колебалось от 600 до 750 тысяч. Следовательно, такое количество бывших нацистов вызвало жёсткую предвыборную борьбу между четырьмя крупнейшими австрийскими партиями на тот момент: АНП, СПА, «Союзом Независимых» и Коммунистической Партией Австрии (КПА). Бывшим нацистам, даже тем, кто принимал участие в военных преступлениях времён Второй Мировой Войны, обещали смягчить наказание, если они были бы готовы присоединиться к АНП или СПА.
Однако успех «Союза Независимых» продолжался недолго. Уже вскоре после выборов партию охватила жёсткая внутренняя борьба между умеренными, более либеральными сторонниками (Герберт Краус) и немецкой националистической фракцией под руководством бывшего лётчика-аса Люфтваффе, офицера Гордона Голлоба. На выборах 1953 года «Союз Независимых» сформировал политический союз с организацией «Движение за политической обновление» («Aktion zur politischen Erneuerung»), которая являлась представителем правого консервативного крыла АНП под руководством Эрнста Штрахвица, но потерял часть голосов. Также внутрипартийные проблемы привели в октябре 1952 года к отставке руководителя Герберта Крауса. На парламентских выборах в феврале 1953 года «Союз Независимых» набрал 10,9 % и получил 14 мандатов, 2 из которых отошли представителям «Движения за политическое обновление». Разочарование на выборах привело к расколу альянса и усугублению внутрипартийной напряжённости. В 1954 году провалились переговоры об альянсе «Союза Независимых» с «Движением за политическое обновление». «Движение» просуществовало до июня 1956 года. Большинство его бывших членов перешли в новообразованную Австрийскую Партию Свободы («Freiheitliche Partei Österreichs» — FPÖ). «Независимые» были поглощены АПС в апреле 1956 года.

### Создание АПС. 1956—1986 гг.
После неудачного выступления «Союза Независимых» на выборах 1953 года и внутрипартийных разногласий было видно, что «независимые» глубоко погрязли в кризисе и фактически не имели шансов на стабильное существование. Следовательно, национал-либералам нужна была новая сильная партийная структура. Таким образом, 3 ноября 1955 года была сформирована новая партия, представляющая собой замену уже практически загнившего «Союза Независимых» — Австрийская Партия Свободы. Позже, 7 апреля 1956 года в Йозефштадте (центральный район Вены) произошёл первый учредительный съезд партии, на котором были избран первый глава партии — Антон Райнталлер, бывший член НСДАП, СС, бывший министр сельского хозяйства Нижней Австрии при нацистах. Практически весь управленческий аппарат АПС, как и у «Союза Независимых», состоял из отставных офицеров вермахта, да и идеология АПС во многом соответствовала концепциям, имевшим определённое сходство с «мягким» вариантом национал-социализма.
Середина 1950-х годов ознаменовалась подписанием государственного договора (также известен как Декларация о независимости Австрии) между союзными оккупационными силами (СССР, США, Франция и Великобритания) и правительством Австрии во главе с Юлиусом Раабом (в Австрии он известен как «канцлер государственного договора»). Договор объявлял Австрию свободной, суверенной и демократической. Позже австрийский парламент внёс в договор положение о нейтралитете Австрии. Но одним из крупных геополитических последствий был вывод оккупационных союзнических войск с территории Австрии (покинули страну в октябре 1955 года). Несмотря на то, что Договор запрещает нацистские партии, осуждает и запрещает аншлюс, вывод войск ознаменовал собой ослабление политики денацификации. Вслед за этим последовала отмена народных судов, созданных после войны для преследования бывших нацистских преступников, а позже правительство и федеральный президент Теодор Кёрнер одобрили амнистию заключённых-нацистов.
Политический ландшафт Австрии изменился в преддверии парламентских выборов в мае 1956 года. «Союз независимых» из-за серьёзного внутриполитического кризиса распался, и большинство бывших членов перешло в АПС. Сама же новая партия впервые смогла участвовать в выборах. По результатам четвёртых по счёту послевоенных выборов АПС набрала 6,5 % и таким образом получила 6 мест в нижней палате, заняв третье место. Ещё одним важным участием АПС в политической жизни страны стали выборы федерального президента в мае 1957 года — АПС совместно с АНП выдвинули единого кандидата — Вольфганга Денка, врача-хирурга, председателя Австрийской Организации помощи больным раком. Но в результате выборов победил кандидат от социалистической партии Адольф Шерф. АПС пришлось объединиться с АНП во время президентских выборов, так как, из-за резко растущей популярности АПС и лично её руководителя Райнталлера, несмотря на его нацистское происхождение, канцлер Юлиус Рааб заключил соглашение с Райнталлером, по которому АПС не будет выдвигать своего кандидата на президентских выборах 1957 года.
В сентябре 1958 года Антон Райнталлер покидает пост председателя партии и передаёт его Фридриху Петеру (сам Райнталлер скончался через полгода после отставки). Сам Петер имел далеко не светлое прошлое — он ещё в 1938 году (когда ему было 17 лет) добровольно вступил в Ваффен-СС, принимал участие в боях на Восточном Фронте, дослужился до оберштурмфюрера, а также состоял в айнзатцгруппе, которая занималась расстрелом «неполноценных народов» в течение лета 1941 года. Хотя Петер полностью отрицал своё кровавое прошлое, а в конце войны был интернирован американскими войсками в Глазенбахе. Конец 1950-х можно считать относительным возрождением поддержки ультраправых в Австрии. На парламентских выборах 1959 года партия набрала 7,7 % голосов и получила 8 мест в нижней палате. Также эти выборы ознаменовались тем, что Коммунистическая Партия впервые не прошла в парламент (в то время она называлась «Коммунисты и левые социалисты»).
Как уже было сказано ранее, ещё «независимые» были созданы с помощью социалистов. Похожая ситуация на рубеже 1950-х — 1960-х годов складывается и у АПС. Это демонстрируют выборы парламентские выборы в ноябре 1962 года. На тот момент самой сильной оказалась АНП, социалисты же заняли второе место, а АПС, как всегда, заняла третье место, демонстрируя собой тот самый «Третий Лагерь» австрийской политики. Тогда развернулась одна из мощнейших предвыборных кампаний в современной Австрии. АНП развернула жёсткую антикоммунистическую пропаганду, на их плакатах была изображена карта Австрии, окружённая на востоке колючей проволокой и надпись: «Страна у красной границы — Австрия не может краснеть!». Социалисты же предупреждали народ о возможном «самодержавии» в случае победы АНП, на их плакате был изображён человек с белой повязкой на глазах с плакатом «Не выбирай вслепую». АПС подхватила идею социалистов, на их плакатах был также изображён человек с красной повязкой на глазах и надпись «Куда?», также там ещё была более мелкая надпись «Чёрно-красное распределение диктатуры». АПС ещё перед выборами начала осторожное сближение с Социалистической Партией, что вызвало недоумение у некоторых членов СПА. Но СПА активно поддерживала АПС, даже в финансовом положении. Цель у социалистов оставалась прежней — ослабить АНП. Но председательство Фридриха Петера партия пыталась завоевать популярность, чтобы стать потенциальным партнёром по возможной коалиции АПС и СПА, и даже пыталась произвести либеральное впечатление на электорат. На съезде в 1964 году Петер заявил, что «националисты и либералы вместе работают и имеют места в АПС». Эта «либерализация» партии, естественно, вызвала некоторое противоречие внутри АПС. Однако данный процесс оказался временным, и, наиболее вероятно, популистским, поэтому он не затронул ни процесс членства в партии, ни её идейно-политические установки. Политические взгляды АПС так и не перешли к либерализму. На выборах же АПС немного сдала позиции — 7 %, однако число мест осталось прежним.
Выборы показали, что так называемая «большая коалиция» АНП и СПА, существующая с 1945 года, продолжает действовать. Основной целью было недопущение радикальных партий и течений в правительство. Несмотря на заявленные цели, «независимые», а позже АПС, смогли пройти в парламент, однако, несмотря на сотрудничество с социалистами, существенной роли не играли. Однако, парламентские выборы 1966 года ознаменовались концом «большой коалиции» и внутрипартийном скандалом в Социалистической партии.
Скандал вызвала финансовая помощь АПС со стороны Австрийской федерации профсоюзов в размере 1 миллиона австрийских шиллингов. Основателем австрийского профсоюзного движения был Франц Олах. Деньги, данные АПС, шли прямо из казны профсоюзов, в связи с чем Олах был жёстко подвергнут критике со стороны Социалистической партии (на том момент он являлся её членом). Внутри партии были предположения, что Олах хотел сделать коалицию АПС и СПА. Тем не менее, большинство членов СПА не были готовы создавать коалицию с АПС. Кроме того, шли подозрения в адрес Франца Олаха в том, что он хотел «захватить» власть в СПА и установить «единоличное» правление. Также его обвиняли в том, что он оперирует тайными делами в отношении политических противников. Позже он был исключён из партии за «сотрудничество в несоциалистических изданиях», так как перед исключением он дал интервью, где резко и грубо высказывался о своих противниках внутри партии.
Вследствие этого в 1965 году Олах основа свою собственную правую популистскую «Демократическую прогрессивную партию». Благодаря авторитету Олаха партия смогла немного оттянуть на себя голоса социалистов и АПС, однако не смогла пройти в парламент. Позже партия держалась исключительно на авторитете Франца Олаха и последний раз участвовала на выборах 1970 года.
Но важнейшим результатом выборов 1966 года стал конец «большой коалиции». Партия Франца Олаха всё же смогла взять на себя мелкую часть голосов социалистов и АПС, однако не смогла пройти в парламент. Поэтому на выборах 1966 года большинство в нижней палате получает АНП — 85 мандатов; социалисты — 74 мандата, АПС — 6.
Неудачное выступление АПС на выборах и спад её поддержки послужили внутрипартийному расколу в партии. В феврале 1967 года наиболее радикальные члены партии во главе с Норбертом Бургером, осуждённым за терроризм в Южном Тироле, создали свою Национал-демократическую партию. Она была близка по своим политическим установкам и организации к Национал-демократической партии Германии. Партия защищала аншлюс Австрии, а также активно агитировала против засилья иностранной рабочей силы, отстаивала концепцию «немецкой Австрии». Эта партия участвовала на парламентских выборах только один раз и набрала 0,1 % голосов.
На следующих парламентских выборах 1970 года большинство голосов же получает Социалистическая партия — она получила 81 место в парламенте. Однако в то же время АНП получили 78 мест, а АПС, как и в прошлый раз, — 6 (5,5 % голосов). СПА, при поддержке АПС, смогла сформировать правительство меньшинства. Политические противники в лице АНП объясняли это «спекуляциями» и «пустыми обещаниями» тогдашнего федерального канцлера Бруно Крайского руководству АПС. В частности, Крайский обещал провести избирательную реформу, в ходе которой количество мест в Национальрате (нижней палате парламента) будет увеличено с 165 до 183, что, соответственно, будет способствовать прохождению в нижнюю палату более мелких партий. Реформа была проведена и через полтора года, в октябре 1971 года были проведены досрочные парламентские выборы.
На выборах 1971 года абсолютное большинство в парламенте заняла Социалистическая партия — 93 места (50 % голосов). «Народники» продолжали терять голоса, а АПС, несмотря на такой же результат, как и на прошлых выборах — 5 %, получила 10 мест, тем самым возвысив свои позиции на 4 места. Абсолютное большинство у социалистов будет сохраняться на протяжении всех 1970-х годов, вплоть до 1983 года.
Такое же положение мест и голосов оставалось после парламентских выборов 1975 года. Однако 1970-е в Австрии ознаменовалась громким скандальным процессом, который позже получил название «Дело Крайского—Петера—Визенталя». Дело в том, что вскоре после парламентских выборов 1970 года Симон Визенталь — глава Еврейского центра документации в Вене, провёл расследование, в ходе которого выявил, что пять новоназначенных министров правительства Бруно Крайского имели нацистское прошлое. Сам Визенталь ещё в 1941 году оказался в львовском гетто и сумел сбежать, но в 1944 году был пойман и заключён в концлагерь, а в конце войны был освобождён американскими войсками. Визенталь считался одним из известнейших «охотником за нацистами», в 1977 году в честь его имени был создан «Центр Симона Визенталя», который занимался изучением Холокоста, а также борьбой с антисемитизмом и защитой прав человека (сам Визенталь не принимал участие в создании этого центра). Крайский, несмотря на то, что он сам имел еврейское происхождение, и его семья скрывалась от нацистского преследования в годы Второй Мировой Войны, встал на защиту своих министров, заявляя, что он мог бы простить бывших нацистов, если они в данный момент являются демократами. Визенталь же напротив заявил, что «нацисты могли жить, нацисты могли умереть, но нацисты не могут управлять нами». В 1975 году Визенталь провёл расследование в отношении потенциального партнёра Крайского, главы АПС Фридриха Петера, и представил результаты федеральному президенту Рудольфу Кирхшлегеру. Но президент убеждал Визенталя не публиковать отчёт до выборов, потому что, по мнению президента, «австрийцы посчитали ли бы это иностранным вмешательством в их демократию». Через четыре дня после выборов Визенталь представил своё расследование в отношении Фридриха Петера. Отчёт о прошлом Петера показал, что глава АПС во время войны был офицером СС и служил в айнзатцгруппе, занимающейся уничтожением «неполноценных народов», в первую очередь евреев. Петер, который не отрицал своего нацистского прошлого и членства в СС, заявил, что не входил в карательные отряды и не принимал участие в массовых убийствах.
Бруно Крайский не только полностью поддерживал Фридриха Петера, но и начал критиковать Визенталя. Несмотря на открытую политическую поддержку АПС со стороны Крайского, канцлер обвинил Визенталя в расизме и ответственным за антисемитизм в Австрии. На партийной конференции СПА, секретарь канцлера Леопольд Гратц также раскритиковал Визенталя, заявив, что последний «руководил тайной полицией и центром наблюдения иностранных разведок» и, следовательно, не имел права оскорблять демократически избранных политиков. Крайский заявлял, что Визенталь «зарабатывает на жизнь, говоря всему миру, что Австрия является антисемитским государством, потому что ничего другого делать не умеет». Также канцлер назвал Визенталя «агентом Гестапо», ссылаясь на некие данные чехословацкой разведки, которые впоследствии оказались сфальсифицированными (об этом узнали только через несколько лет). Крайский потребовал провести парламентское расследование в отношении Еврейского Центра Документации Визенталя в Вене. Канцлер отчаянно обвинял Визенталя в использовании «криминальных методов» расследования.
Этот процесс вылился в ожесточённую борьбу между двумя наиболее известными евреями Австрии и привёл к обширным дискуссиям о нацистском прошлом Австрии и некоторых австрийских политиков, а также о проблеме антисемитизма и о возможной поддержке евреев Австрии со стороны израильских спецслужб (в частности Визенталя обвиняли в сотрудничестве с разведкой Моссад). Визенталь обвинил Крайского, заявив, что последний «уже не является евреем». Канцлер позже заявлял, что «евреи это не народ, а если это народ, то это паршивый народ». Только в конце 1980-х Крайского обвинили в клевете и заставили выплатить штраф в размере 270 тысяч шиллингов. Само дело ещё вспомнят во время споров относительно нацистского прошлого президента Курта Вальдхайма. Но Крайского, несмотря на его защиту бывших нацистов, все равно внутри Австрии вспоминают как великого государственного деятеля. Австрийцы и сегодня настроены критически иностранному вмешательству во внутренние дела Австрии, что в свою очередь приводит к негодованию и национализму. Именно такой политический климат способствовал возвышению АПС и Йорга Хайдера в 1980-х и 1990-х годах.
1978 году Фридрих Петер уходит с должности главы АПС и остаётся мэром города Грац. Однако это во многом связано с расследованием, относительно его нацистского прошлого. Хотя Петер негласно продолжал возглавлять партию, а новым официальным руководителем партии стал Александр Гётц. Сам Гётц до этого был руководителем земельного отделения АПС в Штирии (на юго-востоке Австрии).
Результаты парламентских выборов 1979 года показали, что расклад сил на политической арене Австрии практически не изменился. Социалисты не намного возвысили свои позиции — получили 95 мест, «народники» потеряли незначительную часть мест и получили 77 мандатов, а АПС поднялась на 1 место — 11 депутатов в Национальрате.
В 1980 году в жизни партии происходит смена лидера — новым главой партии был избран Норберт Штегер. Чтобы завоевать популярность, Штегер начал превращать АПС в центристскую либеральную партию. Он хотел сделать АПС аналогом немецкой Свободной Демократической Партией, базирующуюся на идеях либерализма, интернационализма и рыночной экономики. В начале 1980-х политическая ситуация в Австрии начала меняться — общество начало тяготеть вправо, господство социалистов и «народников» начало постепенно разрушаться. Тогдашний канцлер и лидер социалистов Бруно Крайский приветствовал изменение курса АПС к центру и продолжал склонять «Третий лагерь» в свою сторону, чтобы объединиться против АНП. Парламентские выборы 1983 года показали, что социалисты потеряли абсолютное большинство в Национальрате (получили 90 мест), «народники» же смогли поднять свои позиции, правда не на много — получили 81 место, АПС смогла заработать себе ещё одно место (несмотря на потерю 1,1 % голосов, по сравнению с выборами 1979 года), итого 12 мандатов. Эти выборы стали переломным моментом для всех её участников, прежде всего для социалистов. Кроме того, после потери большинства мест в парламенте, в отставку уходит многолетний канцлер и глава СПА Бруно Крайский. Новый канцлер Фред Зиноватц сформировал так называемую «малую коалицию» СПА и АПС. Однако АПС в это время переживает спад популярности и внутрипартийный кризис. Результат 5 % на выборах 1983 года считается худшим показателем АПС за всю её историю. Также смена политического курса АПС (пусть даже не сильно значительная) привела к внутрипартийному кризису партии, вследствие чего она фактически раскололась на радикально правых и умеренных либералов.
В период между 1983 и 1986 годами в АПС проходила жёсткая борьба за лидерство в партии. Тогда партия слабо представляла собой единую политическую структуру. Фактически в партии было 2 лагеря — демократически настроенные либералы (Норберт Штегер) и ультраправые консерваторы (Йорг Хайдер).

### Руководство Йорга Хайдера. 1986—2005 гг.
Исторически сложилось, что изначально в АПС в большинстве состояли отставные офицеры Вермахта и Ваффен-СС. Но в то же время влиятельной группой в АПС были предпринимательские круги, активно осваивавшие политически невостребованный либерализм. Именно к ним принадлежали партийные политики, вступившие в начале 1980-х годов в «малую коалицию» с СПА. Безусловно, нахождение АПС в правительстве повысило спрос на неё на политической арене Австрии. В самой же партии обнаружилась преемственность уходившего поколения бывших нацистов и молодёжи, которая не только положительно воспринимала нацистское прошлое Австрии, но и стремилась найти для радикального национализма новые формы и методы политического воздействия.
Поскольку одним из главных условий для усвоения ультраправых взглядов является появление харизматического лидера, то таковой возник как раз в период нахождения АПС в парламенте. На Инсбрукском съезде АПС (сентябрь 1986 года) её председателем стал Йорг Хайдер, получивший около 60 % голосов партийных делегатов (стоит отметить, что канцлер Франц Враницкий немедленно разорвал «малую коалицию» с АПС после избрания Хайдера главой партии). Возглавив партию в возрасте 36 лет, Йорг Хайдер символизировал собой преемственность старого национал-радикализма, чему способствовали традиции его семьи. Его родители ещё в 1930-е годы состояли в нелегальной нацистской организации, а в период аншлюса перешли в НСДАП. Хайдер, став зрелым политиком, никогда не отказывался от своих нацистских корней. Взгляды Хайдера сформировались в особых условиях федеральной земли Каринтия (юг Австрии), где после окончания войны жила его семья. Часть населения той провинции составляли словенцы, выдвигавшие ряд требований в рамках культурно-национальной автономии, прежде всего в вопросах двуязычия. Им противостояла «Каринтийская служба Родине» — организация, тесно связанная с АПС, требовавшая от центральных властей принять против словенцев жёсткие меры. В начале 1970-х годов дело дошло до столкновений между словенцами и австрийцами. Таким образом, у Хайдера сложилось своё решение «национального вопроса». Хайдер уже в юношеском возрасте отрицал самостоятельное существование австрийской нации (этот постулат был одним из главных в программе АПС). Сам он считал себя немцем, а понятие «австрийская нация» — всего лишь идеологическая деформация. На таких позициях АПС стояла долгие годы. В её программных документах послевоенного периода звучал тезис, согласно которому австрийцы принадлежат к немецкому народному и культурному сообществу.
Приход Хайдера к власти в АПС совпал с событием, также косвенным образом, способствовавшим его политической карьере. Во время президентских выборов в июне 1986 года общественности стали известны некоторые нелицеприятные факты биографии кандидата от АНП, бывшего генсека ООН Курта Вальдхайма. Последний утаил некоторые обстоятельства своей службы в Вермахте, в том числе участие в допросах югославских и греческих партизан в 1942—1943 годах. Скандал приобрёл международный размах, а власти США и Израиля потребовали снятия Вальдхайма с выборов. Но австрийцы восприняли это как иностранное вмешательство во внутренние дела Австрии, как попытку сравнять призванных в Вермахт австрийцев и нацистских военных преступников. Всё это помогло Вальдхайму победить выборы и обойти социалистов, причём АПС открыто призывало поддержать «честного австрийца». Однако победа Вальдхайма привела к международной изоляции Австрии, в частности, Израиль отозвал своего посла из Австрии, а новому федеральному президенту пришлось часто отказываться от запланированных визитов в США и ряд европейских стран.
Под руководством Хайдера партия вернула себе прежнюю программу, главными принципами которой оставались антииммиграционная политика и противодействие идеям европейской интеграции. К тому же, предшествующие события с президентскими выборами сыграли на руку АПС. Парламентские выборы в ноябре 1986 года показали очередной упадок двух главных партий — АНП и СПА. АПС увеличила свои позиции практически вдвое — 9,7 % (18 мест). Также на этих выборах впервые в парламент прошли «зелёные» (Австрийская партия зелёных). Но главное значение этих выборов было создание второй «большой коалиции» СПА и АНП. Во многом это было связано с нежеланием СПА и АНП идти на сотрудничество с АПС из-за прихода консервативно настроенного Йорга Хайдера на пост председателя АПС. Следовательно, главной целью второй «большой коалиции» было снижение роли националистов в парламенте. Во многом резкий рост АПС был обусловлен личностью и личными качествами Хайдера, его идеологическими установками и речами на исторические темы, а также критикой нынешней политики двух крупнейших партий.
Под руководством Хайдера АПС смогла объединить все националистически настроенные группы в единую и целую политическую структуру. Во многом управление партией можно охарактеризовать как авторитарное, однако последователи Хайдера практически не возмущались по поводу стиля руководства партией, ведь под его руководством АПС смогла резко и намного возвысить свои позиции на выборах (рост продолжался до 2002 года). Также для Йорга Хайдера основным пропагандистским аппаратом стала тема «исторической ответственности» Австрии за участие во Второй Мировой Войне. Основным требованием главы АПС было освободить австрийскую нацию от коллективной вины за нацистские преступления, так как это «мешает развитию позитивной национальной идентичности». Стоит отметить, что в своей дальнейшей политической карьере, Йорг Хайдер неоднократно допускал подобные высказывания, что закрепило в австрийском общественном мнении его как «адвоката нацизма».
Но подъём на выборах 1986 года — не единственный успех АПС. В 1989 году на земельных выборах в Каринтии социалисты получили меньше 50 % голосов и тем самым перестали доминировать в этом регионе. Власть в этой федеральной земле перешла к союзу АНП и АПС, а при разделе должностей Йорг Хайдер получил пост губернатора Каринтии. Выполнив ряд своих популистских обещаний (снижение цен на электроэнергию, упрощение выдачи займа на недвижимость), он снова вернулся к исторической теме и в 1991 году на заседании ландтага выступил с амбициозным предложением — снижать пособия тем безработным, кто отказывается от вакансий, выделяемых биржей труда. Однако социалисты резко возразили, заявив, что такой план равносилен принудительной занятости, практиковавшейся в Третьем Рейхе. Но Хайдер резко ответил на заявление, сказав: «Третий Рейх проводил абсолютно правильную политику в области занятости, а вашему нынешнему правительству в Вене до него очень далеко». В связи со столь резким заявлением, федеральный канцлер Враницкий и федеральный президент Вальдхайм потребовали отзыва Хайдера с поста главы земельного правительства Каринтии. Позже Курт Вальдхайм подписал соответствующий указ.
Парламентские выборы 1990 года ясно показали, что «Третий лагерь» быстро набирает популярность, во многом благодаря авторитарному и харизматичному лидеру. АПС смогла повысить свои позиции на 7 % и тем самым получила 16,6 % голосов (или 33 места в нижней палате).
Очевидные признаки радикал-национализма в «новом курсе» АПС создали Хайдеру определённую оппозицию в либеральном крыле партии. Предприниматели мелкого и среднего масштаба увидели в Хайдере фигуру, лишающую партию перспективы нового вхождения во власть. Не имея шансов отодвинуть Хайдера от власти в партии, часть членов АПС во главе с вице-председателем партии Х. Шмидт в начале 1993 года откололись от АПС. Была создана новая партия — Либеральный Форум. Новая партия полностью отмежевалась от националистических концепций Хайдера, объявив себя демократической либеральной партией, отстаивающей принципы рыночной экономики, права и свободы человека. Для того, чтобы подчеркнуть свою либеральную направленность, Либеральный Форум вступил в соответствующие международные объединения либеральных партий.
Парламентские выборы 1994 года отразили продолжающуюся тенденцию подъёма националистической идеи в Австрии и спад двух крупнейших игроков — СДПА (в 1991 году Социалистическая Партия Австрии сменила название на Социал-Демократическую Партию Австрии) и АНП. АПС получила 22,5 % (42 места в нижней палате). Отколовшийся Либеральный Форум получил 5,9 %.
В середине 90-х годов в жизни Австрии происходит знаменательное событие, которое вызывало широкие дискуссии и споры в австрийском обществе. 1 января 1995 года Австрия вступает в Европейский Союз. С одной стороны это вызвало торжество либералов, с другой стороны, они полагали, что негативный политический имидж Австрии со стороны АПС станет препятствием для полноценного сотрудничества с демократическими странами Запада. Также либералов раздражала антиевропейская риторика Хайдера, так как «третий лагерь» считал несвоевременным вхождение Австрии в ЕС, ибо эта организация, по словам Хайдера, выкачивала из малых стран средства, не сопоставимые с их реальными экономическими возможностями. Также АПС считала, что европейская бюрократия тормозит любые проявления инициативы малых стран.
Одним из важнейших принципов антиевропейской риторики Хайдера является проблема иммиграции. Хайдер считал, что вступление Австрии в ЕС и Шенгенскую зону создаст облегчённые условия для въезда иностранцев в страну. По данным некоторых социологических вопросов, лишь 6 % австрийцев соглашались с мнением, что иммигранты могут жить в Австрии по своим собственным законам. Здесь АПС умело использовала антииммиграционную риторику, так как два «тяжеловеса» австрийской политики — СДПА и АНП — не смогли дать чёткого ответа на проблему нелегальной иммиграции. Большинство австрийцев считало, что иммигранты должны жить по австрийским законам, принять местные правила и культуру. Хайдер предлагал для иммигрантов дилемму: либо ассимиляция, либо депортация.
Важное место отводилось социальному аспекту. Например, в середине 90-х годов иностранцы составляли 10 % всех занятых в промышленном производстве. Хайдер умело обыгрывал тему увеличения числа безработных среди коренного населения. В связи с модернизацией производства возросла безработица, а предпринимателям было выгодно брать иностранных рабочих, у которых стандарты материального благополучия меньше, чем у австрийцев. Не менее злободневным был и другой тезис лидера АПС: австрийское государство не должно отдавать иммигрантам те средства, которые выделяются на пособия и социальные льготы австрийцам. «Эти люди, — заявлял Хайдер, — нам не нужны, и не надо тратить на них деньги».
Своё воздействие на избирателя оказал и другой аргумент: приток иммигрантов ведёт к росту преступности в стране. Пресса АПС на первых полосах муссировала случаи участия неавстрийцев (турок и выходцев из бывшей Югославии) в различных преступлениях. Тема «иммигрант — преступник» активно обыгрывалась в предвыборных кампаниях АПС во время выборов различного уровня (например, на плакатах изображались грабители с восточным типом лица). 

Электоральные результаты АПС конца 80-90-х годов XX века указывали, что совокупность всех объективных и субъективных обстоятельств способствовала успехам партии. На досрочных выборах 1995 года АПС получила 22 % голосов (41 место в нижней палате). Показатели АПС на земельных выборах 90-х годов возросли в среднем с 22,5 % до 28 % местного электората. Но «триумф» АПС пришёлся на 1999 год — на парламентских выборах партия смогла достичь результата в 27,22 % (52 места), тем самым заняв второе место и опередив одного из фаворитов политической арены Австрии — АНП. Это был лучший результат в истории АПС и худший в истории СДПА и АНП.
Данный результат можно во многом объяснить не столько политикой, проводимой АПС, а харизматичностью Хайдера и его стилю выступления на дебатах. На теледебатах он не раз ставил своих оппонентов в тупик, показывал журналистам некомпетентность своих противников в некоторых вопросах. Хайдер рекламировал себя как политика, способность взять на себя ответственность за судьбу Австрии, он указывал на достижения в период его правления Каринтией (стоит отметить, что из-за успеха АПС на выборах различных уровней Йорг Хайдер вернулся на пост губернатора Каринтии в 1999 году). Стремясь успокоить либеральный электорат, Хайдер даже извинился перед жертвами нацизма за свои прежние эпитеты в адрес Третьего Рейха. Он признал свои «заблуждения» относительно того, что австрийцы не являются отдельной нацией, а являются немцами. Также Хайдер взял обязательство защищать интересы Австрии в ЕС, обещая следить за тем, чтобы нахождение страны в ЕС принесло ей пользу. Он смягчил свою позицию в иммиграционном вопросе, заявив, что приезжих нужно воспитывать, а не отталкиваться от них, так как они «смогут принести пользу экономике Австрии».
В дебатах с противниками, Хайдер стремился найти больше общего с соперниками, чем отличного. Например, АПС и АНП роднят стремления уменьшить налогообложение предпринимателей, приватизация, жёсткий контроль над государственными расходами. А АПС и СДПА роднят меры по борьбе с безработицей и реформы в социальной сфере.
Все вышеупомянутые факторы помогли АПС добиться лучшего результата за всю её историю. Но результаты выборов стали шоком не только для Австрии, но и для Европы в целом. ЕС понял, что диалог со страной будет другой, нежели в период «второй большой коалиции» (1986—2000). В конечном счёте, настал период коалиции «чёрно-синих» (АНП и АПС соответственно). Австрия моментально стала изгоем Европы — 14 европейских стран резко сократили сотрудничество с Австрией. Израиль отозвал своего посла из Вены. Однако через 8 месяцев европейские страны возобновили сотрудничество с Австрией. Новым федеральным канцлером стал представитель от АНП Вольфганг Шюссель.
Арифметически, при новом раскладе СДПА и АНП смогли бы продолжить сотрудничество в рамках «второй большой коалиции». Но новая экономическая ситуация в связи со вступлением Австрии в ЕС ослабила возможность продолжения сотрудничества двух партий. Предприниматели считали, что они должны быть мотором интеграции страны в хозяйственный механизм ЕС. Но вопросы бюджетной политики в целом решались в министерских кабинетах. А ключевое значение отдавалось министерству финансов, вокруг которого всегда велась жёсткая борьба. Негласным правилом «больших коалиций» было то, что партия, имеющая большинство голосов, получала это министерство. В 1999 году АНП заявила, что она желает в случае возможной коалиции в СДПА изменить этот порядок и получить министерство. Но «народники» решили перейти к шантажу, заявив, что, если они не будут на первом месте по итогам выборов, то уйдут в оппозицию. Однако СДПА не воспринимали всерьёз возможность коалиции с АПС.
Но итоги выборов привели к сложному решению вопроса власти в Австрии. СДПА и АНП начали переговоры о заключении коалиции, однако АНП выдвигала неприемлемые для социалистов требования, в частности это касалось распределения министерских должностей. После провала переговоров о коалиции, федеральный президент Томас Клестиль оказался в сложном положении — провести досрочные выборы было нельзя, да и вряд ли они смогли бы изменить расклад сил, разве что смогли бы усилить позиции АПС, так как Хайдер активно использовал тезис о сговоре СДПА и АНП, игнорирующих волю народа. Оставался один вариант — коалиция АНП и АПС. В феврале 2000 года федеральный президент Клестиль привёл к присяге новое правительство. Тогда же в начале февраля более 250 тысяч человек приняли участие в демонстрации в Вене против «чёрно-синей» коалиции.
Чтобы успокоить австрийское и европейское общество, президент Клестиль пытался всячески омрачить АПС. К примеру, он потребовал, чтобы в коалиционном соглашении АНП и АПС была обнародована преамбула, обращённая к австрийцам и жителям ЕС. В этом документе с названием «Ответственность Австрии — будущее центра Европы» были осуждены все формы дискриминации. Лидеры партии заявили, что будут охранять свободу, главенство закона, права человека, толерантность и подлинную демократию. Также лидеры заявили, что будут бороться с «ужасным наследием преступлений национал-социалистического режима». Также общественность можно было успокоить тем, что Йорг Хайдер не вошёл в правительство. Однако вице-канцлером Австрии стала Сюзанна Рисс-Пассер, которая была назначена на пост председателя АПС. Но это не означало уход Хайдера. Он по-прежнему играл одну из ведущих ролей в «коалиционном комитете» и сохранил за собой пост губернатора Каринтии. Хайдер всё равно продолжал быть авторитетом в АПС и играл там немаловажную роль. Однако противники ультраправых посчитали это своеобразным манёвром, чтобы приглушить участие радикал-националистов в политике, но всё же радикалы никуда не ушли.
Новое правительство АНП—АПС стремилось сбалансировать бюджет и удовлетворить интересы различных слоёв населения, поэтому коалиция решила осуществить налоговую реформу к концу 2002 года налоговую реформу. То есть, налоговые льготы должны были получить как работополучатели, так и предприниматели, для чего был разработан дорогостоящий проект, одобренный министрами экономики (АНП) и финансов (АПС). Но эти планы перечеркнуло сильное наводнение, которое летом 2002 года охватило ряд стран Центральной и Западной Европы. Для ликвидации последствий наводнения нужно было отыскать огромные средства (ущерб оценивался в 4 млрд евро), в связи с чем, правительство отказалось от модернизации ВВС Австрии и запланированной налоговой реформы.
Данные меры были поддержаны министрами от обеих правящих партий. Однако большая часть руководства АПС и лично Йорг Хайдер не согласились с такими шагами правительства. Хайдер считал, что в чрезвычайной ситуации правительство должно бросить все силы на ликвидацию последствий наводнения, но средства на ликвидацию нужно было взять из других статей бюджета. Но министры не поддержали такой план. В результате чего в АПС наступил период внутреннего кризиса.
В сентябре 2002 года на чрезвычайном съезде АПС в Книттельфельде Хайдер добился смещения Сюзанны Рисс-Пассер с поста председателя партии. Одновременно она покинула пост вице-канцлера Австрии. Также с партийных и государственных постов ушли министр финансов Карл-Хайнц Грассер и глава парламентской фракции Петер Вестенхалер. Новые лица, предложенные Хайдером вместо недавно ушедших, не смогли договориться с АНП о продолжении коалиции, так как основным требование со стороны АПС было проведение налоговой реформы. В результате коалиция АНП—АПС оказалась недееспособной, что в свою очередь привело к досрочным парламентским выборам.
Ноябрьские выборы 2002 года показали неожиданный результат — Партия Свободы, которая долго и упорно боролась за голоса граждан, откатилась на уровень 1986 года, то есть получила 10 % голосов, продемонстрировав спад на 16,9 % по сравнению с 1999 годом, и получила 18 мест в нижней палате. Некоторые считают, что такой спад являлся следствием «антинародной» политики Хайдера во время наводнения, якобы он проявил недостаточную заботу об интересах жертв и потерял имидж праведника. Но есть и другая, вполне объективная причина — раскол внутри АПС. В глазах австрийцев АПС уже не выглядела единой сплочённой командой. Также электорат оценил то, что, несмотря на равный с АНП результат на выборах 1999 года, инициатива в управлении парламентом и проведении социально-экономических реформ была у «народников».
Большую часть ушедшего электората приняла на себя АНП, вследствие чего заняла первое место в выборах — 42,3 % голосов. Казалось бы, в новых условиях глава АНП и федеральный канцлер В. Шюссель получил возможность разорвать коалиционные связи с опасным партнёром и вернуть многолетнюю практику сотрудничество с СДПА. Но тогда «народники» должны были бы уступить социалистами значительное число министерских постов и пересмотреть ряд положений правительственной политики. Хотя СДПА не спешила сотрудничать с АНП и посчитала удобной тактику оппозиционной критики правых партий. Оставался вариант так называемой «чёрно—зелёной» коалиции АНП и «Зелёных», но последние не посчитали приемлемыми предложения, которые поступали им от «народников». В результате «чёрно—синяя» коалиция продолжила работу.
Программа коалиции не отличалась от предыдущей: предполагалось уменьшить социальные расходы, ввести плату за обучение в университетах, провести пенсионную реформу. Но планы пенсионной реформы привели к обострению ситуации в Австрии. Трудовой стаж для получения полной трудовой пенсии должен возрасти с 40 до 45 лет, пенсионный возраст для мужчины с 59 до 65 лет. Но такие реформы не устраивали профсоюзы — они объявили правительство в намерении переложить все проблемы государственного бюджета на трудящихся. В этом профсоюзы нашли поддержку у СДПА. В 2003 году социалисты заявили о необходимости отсрочить проведение реформы, а позже в мае и июне по Австрии прокатилась волна акций протеста и общенациональных забастовок. Хайдер предложил провести общенародный референдум по вопросу проведения пенсионной реформы, однако не нашёл поддержки у правительства. Однако было решено повысить возраст выхода на пенсию не в 2010, а в 2015 году.
Ещё одним предметом резких споров внутри коалиции стал «Закон об иностранцах», вступивший в силу в январе 2006 года. АПС предлагала не только усилить контроль над государственной границей, но и высылать даже законных иммигрантов, которые в течение определённого срока оставались без работы. АПС мотивировала это заботой и коренных австрийцах, которые недополучают социальные пособия, которые идут в карман неработающим иммигрантам. АНП предложила более мягкое и чисто юридическое решение проблемы иммиграции — теперь приезжие должны не только подать заявку на иммиграцию, но и приложить к ней доказательства своей материальной обеспеченности и справку о медицинском страховании на родине.
Несогласованность позиций по ряду вопросов правительственной политики, внутрипартийный кризис АПС, ухудшающиеся результаты АПС на земельных выборах, частая перемена в составе кабинета министров — вот основные причины проблем «чёрно—синей» коалиции и, в частности, АПС.

### АПС после Хайдера. 2005-н.в.
В апреле 2005 года Йорг Хайдер решил начать новый этап в своей политической карьере. С учётом того, что во всех структурах АПС росло недовольство авторитарными методами правления, Хайдер пошёл на создание новой партии, полагая, что АПС уже не сможет дать ему популярности. На съезде в Зальцбурге он объявил о создании партии «Союз за будущее Австрии» («Bündnis Zukunft Österreich» (BZÖ)). В её руководство вошли все члены правительства от АПС и большая часть её парламентской фракции. Новая партия осталась в коалиции с АНП (период «чёрно—жёлтой» коалиции) — Хайдер предложил АНП считать СБА правопреемницей «старой» АПС и продолжить коалиционное сотрудничество — и стала противником АПС. В частности, это касалось политических программ двух партий. СБА стремилась закрепить за собой имидж «либеральной» партии и сделал упор на принципы социальной рыночной экономики, семейных ценностей и личных свобод. В документах даже выражалась поддержка европейской интеграции и дальнейшему укреплению ЕС. В программу был даже включён пункт о защите национальных меньшинств. Но в октябре 2005 года Хайдер уходит с поста новой партии, заявив, что он должен сосредоточить усилия на посту губернатора Каринтии.
Очередные парламентские выборы в октябре 2006 года свидетельствовали, что правление АНП с «партиями» Хайдера не принесло ей улучшение электоральных позиций. Первое место заняли СДПА, набрав 35,3 % голосов, далее идёт АНП с 34,3 % голосов (спад на 8 % по сравнению с 2002 годом), потом «Зелёные» с 11 % голосов и с таким же результатом идёт АПС. К тому же новая партия СБА тоже прошла в парламент с результатом в 4,11 % голосов. С октября 2006 года в Австрии начались переговоры СДПА и АНП о создании коалиции. Будущие партнёры придерживались противоположных мнений относительно решения многих проблем. Например, социалисты требовали пересмотра пенсионной реформы, отмены платы за обучение в вузах, не спешить с дальнейшей приватизацией. Однако АНП продолжала стоять на своих позициях и начала шантажировать СДПА тем, что может поискать себе других партнёров, например, в лице АПС и СБА. Однако, последние находились в состоянии открытой враждебности друг к другу и не были готовы примирься ни под каким предлогом. Следовательно, СДПА пошла на уступки, и наступил период уже третьей «большой коалиции».
Что касается АПС, то после ухода Хайдера пост главы партии перешёл к Хайнц-Кристиану Штрахе. Раскол партии показал общий спад интереса австрийского электората к ультраправым партиям, однако дела у АПС шли намного лучше, чем у СБА. Например, АПС показала спад на региональных выборах 2005 года в Штирии (4,5 % — не прошла в ландтаг, прошлый результат — 12,41 %) и Бургенланде (5,75 % — 2 места в ландтаге, прошлый результат — 12,63 %), в то время как СБА не прошли в ландтаги этих земель, при том, что они не выставляли свою кандидатуру в Бургенланде. После ухода большинства партийной элиты в СБА, Штрахе продолжил жёсткую радикальную партийную линию в АПС, тем самым решив максимизировать голоса, как это было при Хайдере. Таким образом, АПС смогла в октябре 2005 года на венских выборах сохранить своё место в столичном парламенте. В итоге, партия получила третье место в Вене — 14,83 % голосов, тем самым продемонстрировав спад на 5,5 %.
В идеологическом плане АПС продолжила жёсткую политику, основы которой были заложены ещё Йоргом Хайдером. Например, во время парламентских выборов 2006 года Партия Свободы, в отличие от либерального СБА, вернулась к критике существующего правительства, антииммиграционным, антиисламским и антиевропейским позициям. А во время выборов в столичный ландтаг в октябре 2005 года АПС использовала следующие лозунги: «Вена не Стамбул!» («Wien darf nicht Istanbul werden!») — намёк не только на проблему нелегальной иммиграции, но и позицию партии по отношению вступления Турции в ЕС, «Работа, а не иммиграция!» («Arbeit statt Zuwanderung!») — позиция АПС по отношению к иностранным рабочим, которые «отнимают работу у коренных австрийцев и живут на социальные пособия». Любопытны также и лозунги АПС во время парламентских выборов 2006 года: «Нет вступлению Турции в ЕС! Отклоняйте Конституцию ЕС!» («Kein Beitritt der Türkei zur EU und Ablehnung der EU-Verfassung!»), «Ужесточим получение гражданства!» («Verschärfung des Staatsbürgerschaftsrechts!») и другие.

Тем не менее, в 2007 году начал работу новый парламент под руководством СДПА и АНП. Новым федеральным канцлером стал социалист Альфред Гузенбауэр. В программном заявлении канцлера было объявлено, что коалиция не пойдёт ни на какие радикальные перемены, а будет заниматься стабилизацией бюджета. Была обещана крупная налоговая реформа, улучшение системы пенсионного обеспечения, здравоохранения, школьного и высшего образования. Плата за высшее образование оставалась, однако правительство пообещала её не повышать, и при этом студенты смогли бы погасить долг перед государством, отработав в сфере социальной помощи. Был создан специальный комитет, занимающийся модернизацией ВВС. Начало работы нового парламента было встречено с оптимизмом у АНП. Но социалисты повели себя иначе — в день присяги правительства несколько тысяч членов разных общественных организаций левого толка собрались на акцию протеста перед резиденцией СДПА. Демонстранты обвини СДПА в «предательстве интересов молодёжи и студентов», «неспособности занять правильную позицию в правительстве».
Но ситуация продолжала ухудшаться — в начале лета 2008 года ряд земельных представительств СДПА потребовали отставки главы партии А. Гузенбауэра. Его обвиняли в «проведении антисоциальной политики» и в «предательстве социал-демократических ценностей». В июне 2008 года Гузенбауэр передал председателя партии Вернеру Файману.
Данные перестановки в руководстве СДПА дали трещину в третьей «большой коалиции». АНП упрекала своего партнёра в неспособности к сотрудничеству и критиковала «пафосные разборки» в стане СДПА. К тому же, другие партии, представленные в парламенте, высказывались за досрочные выборы, надеясь улучшить свои позиции. Подобный поворот событий оказался неожиданным для СДПА. В результате, А. Гузенбауэр не стал возглавлять список партии на этом этапе политический жизни Австрии.
Досрочные парламентские выборы, прошедшие в сентябре 2008 года, показали неожиданный результат для всех её участников. До выборов социологические службы предсказывали спад АНП и СДПА и усиление националистов, но результат превзошёл ожидания. Оба политических «титана» австрийской политики показали наихудший результат после 1945 года: СДПА набрала 29,3 % (спад 6 %), АНП получила 26 % (спад 8,3 %). Тем временем заметно укрепились позиции националистов: АПС набрала 17,5 % (подъём 6,5 %), а СБА получил 10,7 % (подъём 6,6 %). Также в парламент прошли «Зелёные» — 10,4 % голосов.
Австрийцы показали недоверие к правящим партиям, коалиция которых слабо напоминала полноценное сотрудничество. Скорее это была некая временная «консультация» по отдельным вопросам. Рост националистов был связан с тем, что только они давали наиболее аргументированные ответы на проблемные и животрепещущие вопросы австрийцев, например: социальная политика, сбалансирование бюджета на фоне мирового экономического кризиса, возрастающий поток иммигрантов, в том числе рост нелегальной иммиграции. Возвращение Хайдера в большую политику на фоне кризиса личностей в СБА и АПС явилось дополнительным аргументом для тех, кто ожидал перемен в республике.
Перед федеральным президентом Хайнцем Фишером стояла непростая задача — формирование правительства. Для него было лучшим вариантом воссоздание «большой коалиции». Тем более что вконец разругавшиеся главы АНП и СДПА (Й. Мольтерер и А. Гузенбауэр соответственно) оставили свои посты — первый на следующий день после выборов, второй ещё накануне. Новые главы партий Й. Прёль (АНП) и В. Файман (СДПА), из-за своих сложившихся деловых отношений, смогли договориться о создании «большой коалиции». Коалиция казалась неизбежной ещё из-за того, что главы АПС и СБА — К.-Х. Штрахе и Й. Хайдер — снова не смогли договориться о сотрудничестве. Однако гибель Хайдера в октябре 2008 года внесла некоторые коррективы в отношения между националистами. Впервые появились предложения о воссоединении националистических партий. В таком случае националисты получили ли бы 56 мест в Национальрате, обойдя по этому показателю АНП (50 мест) и приблизившись к СДПА (58 мест). Конечно, существовал вариант «чёрно—синей коалиции», но это усложняло переговоры АНП и СДПА о формировании коалиции, тем более, что программы двух партий заметно расходятся, как, впрочем, и их ориентация на различные слои населения. Тем не менее в ноябре 2008 года две партии смогли договориться о создании коалиции. При этом АНП получила наиболее престижные и важные министерства — экономики, финансов, юстиции и иностранных дел.
Однако рост националистических партий показал себя не только на общегосударственном уровне. АПС показала рост во всех субъектах Австрии, за исключением Каринтии — в данном регионе из-за популярности Йорга Хайдера как руководителя федеральной земли всегда были сильны позиции СБА после раскола 2005 года, а до этих событий — позиции АПС всегда были наивысшими. Например, выборы в венский ландтаг в 2010 году — АПС получила 25,7 % голосов. Или не менее успешные результаты партия показала на земельных выборах в Форарльберге в 2009 году — 25,3 % голосов. Однако наиболее интересными можно отметить результаты земельных выборов в Каринтии в 2009 году — АПС набрала 3,76 % голосов, продемонстрировав спад на 38,6 %, но партия Хайдера — СБА — заняла первое место, набрав 44,89 % голосов. Данный эффект можно объяснить довольно успешной и продолжительной деятельностью Хайдера на посту губернатора Каринтии, к тому же гибель Хайдера в автокатастрофе за пять месяцев до этих выборов спровоцировала всплеск популярности СБА и предложения о возможном объединении АПС и СБА в будущем.
На сегодняшний день в политической жизни Австрии происходят события, которые были запущены после последних парламентских выборов 2008 года — по данным социологических опросов продолжается спад популярности двух крупнейших партий — АНП и СДПА. При этом наблюдается стабильный рост популярности АПС. В скором времени националистические силы смогут выйти на более влиятельные и лидирующие позиции.

## Идеологические положения
В первые годы существования партии основной её состав был представлен бывшими офицерами Вермахта и членами НСДАП. В послевоенной Австрии стало ясно, что значительная часть населения республики прямо или косвенно поддерживала национал-социалистическую политику. Около полутора миллионов австрийцев служили в вермахте, ещё 700 тысяч были членами НСДАП. В процессе денацификации большая часть бывших нацистов подверглась судебному преследованию. Наказанием для них стало отлучение от политической жизни Австрии, недопущение к членству в двух крупнейших на тот момент партиях — СПА и АНП. Однако уже в конце 40-х годов социалисты решили способствовать созданию для бывших членов Вермахта и НСДАП собственной партии — «Союза Независимых» (предшественник АПС). Цель была вполне прагматична — формирование партнёра по коалиции в среде мелких и средних предпринимателей Австрии.
В 1955 году «Союз Независимых» преобразовался в АПС. Её лидерами по-прежнему были отставные офицеры вермахта. Идеология новой партии во многом соответствовала концепциям «мягкого» варианта национал-социализма. В то же время влиятельной группой в АПС были предпринимательские круги, которые представляли либеральную составляющую АПС.
Национал-социалистическая составляющая партии проявлялась даже в её руководстве. Например, первый председатель АПС — Антон Райнталлер — несмотря на то, что он выступал против аншлюса и некоторых положений политики НСДАП, год возглавлял австрийское министерство сельского хозяйства в кабинете Артура Зейсс-Инкварта — пронемецкого нацистского премьер-министра, который после аншлюса был объявлен «имперским наместником». После аншлюса Райнталлер был заместителем штат-секретаря в Берлине, а позже депутатом в Рейхстаге. Стоит отметить его инаугурационную речь:
«Национальная идея по сути ничего не означает, кроме признания своей принадлежности к немецкому народу».
Позже Райнталлер дослужился до бригаденфюрера СС, а также был удостоен Золотого партийного знака НСДАП.
Или преемник Райнталлера — Фридрих Питер (второй председатель АПС) — в 1938 году вступил в НСДАП, а в 17 лет добровольно вступил в Ваффен-СС. Во времена Второй Мировой Войны он служил на западном и восточном фронте, получил звание оберштурмфюрера. В 1941 году Питер служил в айнзатцгруппе, целью которой было уничтожение «расово неполноценных народов» летом 1941 года. Однако после войны Фридрих Питер отрицал свою принадлежность к НСДАП и Ваффен-СС.
Но не всегда бывшие национал-социалисты и националисты представляли руководство АПС. Например, четвёртый председатель партии — Норберт Штегер, взяв руководство партией в 1980 году, сменил курс АПС с радикально-националистического на либеральный, поставив главной целью партии защиту принципов рыночной экономики и борьбу против вмешательства в неё государства. Во время его руководства АПС практически потеряла свою националистическую сущность, тем самым резко потеряв популярность (результат 5 % на парламентских выборах 1983 года был наихудшим в истории АПС). Последующая внутрипартийная борьба привела к резкой смене курса АПС.
Период руководства Йорга Хайдера (пятого главы АПС с 1986 по 2005 года) считается одновременно наиболее авторитарным и наиболее успешным. Придя к власти, Йорг Хайдер вернул радикально-националистическую идеологию партии. АПС выступала за ограничение иммиграции и против европейской интеграции Австрии. Авторитарный и жёсткий стиль правления Хайдера смог объединить Партию Свободы и добиться высоких результатов на парламентских выборах (результат в 26,9 % на выборах 1999 года считается самым успешным в истории АПС). Несмотря на жёсткость руководства, никто в партии не выступал против Хайдера, так как его стиль управления помог АПС достичь успехов в политической жизни Австрии. Главный предмет критики Хайдера — господствующее положение двух партий — СПА и АНП — а точнее их «безразличное и несправедливое отношение к австрийцам». Тема «исторической ответственности» также неоднократно обыгрывалась Хайдером и пропагандистским аппаратом АПС. Здесь заложено главное требование Хайдера — освободить австрийскую нацию от коллективной вины за преступления нацизма, которая «мешает нормальному развитию позитивной национальной идентичности». В феврале 1985 года Хайдер так охарактеризовал бывших военных Вермахта:
«Это солдаты, которые во время войны выполняли свой долг перед родиной. А что касается военных преступлений, которые совершали обе стороны, то не стоит накидываться только на немецких солдат».
Благодаря подобным высказываниям, Йорг Хайдер прочно закрепил за собой в общественном мнении образ «адвоката нацизма».
Важными положениями программы АПС при Хайдере были антиевропеизм и антииммиграционная политика. Хайдер считал, что если Австрия вступит в ЕС и Шенгенскую зону, то это ещё шире откроет двери для иностранцев, и так чрезмерно присутствовавших в австрийском обществе. В данном вопросе АПС сумела с пользой использовать реально существующие проблемы в своей пропаганде, так как «народники» и социалисты не имели решений в вопросе иммиграции. Большинство австрийцев считало, что приезжие должны принять местную культуру и правила. Хайдер же предлагал для них дилемму: либо ассимилироваться, либо быть депортированным. Социальная сторона антииммиграционного аспекта заключалась в том, что, по мнению АПС, приезжие не хотят работать и при этом получают социальные пособия, в то время как эти пособия не доходят до коренных безработных австрийцев. Вот что заявлял по этому поводу Йорг Хайдер:
«Эти люди нам не нужны, и не надо тратить на них деньги».
Но мощное воздействие на избирателя оказал другой беспроигрышный аргумент Хайдера — приток иммигрантов ухудшает криминогенную обстановку. Например, пресса АПС постоянно муссировала на первых полосах случаи участия неавстрийцев (прежде всего турок) в различных преступлениях. В предвыборных программах важной темой являлась «иммигрант—преступник». На плакатах и листовках изображались грабители с восточным типом лица. Например, на выборах 1990 года довольно любопытно обыгрывалась «историческая тема» — на предвыборном плакате был изображён толстый турок в золотых украшениях, едущий на шикарном Мерседесе по Вене, и под плакатом была подпись: «500 лет назад мы отстояли Вену от турок. Неужели сегодня они всё-таки нас захватили?». Также антииммиграционной политике Хайдера была присуща исламофобия. Вот одно из высказываний Хайдера в начале 1990-х годов, отражающее его отношение к данной религии:
«Общественный строй ислама настроен против наших западных ценностей. Права человека, равенство женщин и демократия несовместимы с мусульманской религиозной доктриной. В исламе человек и его воля не имеют никакого значения; вера и религиозная борьба — это джихад — священная война против всех».
Ещё одним главным пунктом политики Хайдера была борьба против двуязычия в южной части Каринтии (в данной земле имеется словенское меньшинство). Уже в 1980-х годах Хайдер проводил политику сегрегации учеников начальных школ южной Каринтии на немецкоговорящих и словенскоговорящих. В 2001 году Конституционный Суд постановил дублировать топографические дорожные знаки в Каринтии в тех поселениях, где процент местного словенского населения превышает 10. Но Хайдер отказался выполнить постановления суда, после чего суд снова, раз за разом, повторно выносил данное постановление. Конфликт дошёл до того, что Хайдер угрожал предъявить иск руководителю Конституционного суда. Вместо того чтобы установить новые знаки, Хайдер постановил удалить уже существующие двуязычные указатели, что повлекло за собой протест среди словенского населения.
АПС всегда отличалась от других правых партий спецификой своих идей. Одним из важнейших пунктов программы АПС в середине 1950-х годов был принцип свободы личности. Слово «свобода» — одно из ключевых в идеологии и программе АПС. В партийной программе АПС дано их определение свободы:
«Свобода имеет свои корни в идеалистической философии жизни, которая не рассматривает существование и функционирование человечества только в пределах первичных и материальных нужд».
Свобода исключает любое давление — психическое, религиозное, политическое и экономическое. Но также АПС отвергала любой вид государственного деспотизма. Частная собственность также является неотъемлемым выражением свободы. АПС всячески выступает против монополизации средств массовой информации, так как, с точки зрения партии, это противоречит идеи свободы.
В частности, АПС в своей программе отводит немаловажное место значению чести и морали, так как, по мнению партии, они установлены для использования свободы. Каждый человек уникален, а человеческое достоинство неприкосновенно. Существование человека никаким образом не должно быть подставлено по угрозу. Партия отрицательно относится к таким угрожающим человеку явлениям как эвтаназия и генная инженерия. АПС выступает за равенство мужчин и женщин. Достоинство человека, по мнению партии, несовместимо с зависимостью или становлением объектом влияния или социализации против его желания.
Чтобы защитить интересы австрийского населения, АПС требовала полную самостоятельность Австрии в вопросах иммиграции. Партия заявляла: «Австрия — не страна для иммигрантов». Неограниченная и неконтролируемая иммиграция, по мнению АПС, является угрозой культурной идентичности республики.
Этнические меньшинства в Европе, считает АПС, имеют право на дальнейшее существования и защиту от ассимиляции. Австрия должна стать не только защитником своих культурных меньшинств, но и действовать в качестве защитника германских меньшинств на территории бывшей Австро-Венгерской Империи. Австрия играла заметную роль в европейской истории, и, исходя из её культурного наследия, она, по мнению АПС, должна «действовать с уверенностью и гордостью».
Следуя истории АПС, её партийная программа подвергалась незначительным изменениям. Можно так кратко охарактеризовать нынешнюю программу партии:
- «Австрия превыше всего!» — так гласит заголовок введения новой программы АПС. Одновременно, данный лозунг практически всегда использовался на парламентских выборах.
- «Свобода является нашим самым ценным активом. После гражданской революции 1848 года мы посвятили себя борьбе за свободу и защите Австрии в случае необходимости».
- «Мы стремимся к солидарности всех австрийских граждан. Подавляющее число граждан являются частью немецкого народа, языка и немецкой культурной общности. Но в Австрии существуют и коренные этнические меньшинства — хорваты, словенцы, словаки, венгры и чехи. Таким образом, они тоже являются неотъемлемой частью Австрии и австрийского народа».
- «Свобода граждан обеспечивается и гарантируется верховенством права. Мы стремимся к созданию правового государства, где будет господствовать право. Наше сосуществование должно регулироваться законом и порядком, а также социальной ответственностью».
- «Семья, как партнёрский союз между мужчиной и женщиной с общими детьми, является ядром общества, солидарности поколений и стабильности Австрии».
- «Мы одобряем достижения и принципы рыночной экономики, социальную ответственность и защиту частной собственности».
- «Цель общественного здравоохранения заключается в обеспечении граждан максимально возможной и эффективной медицинской помощью. Человеческая жизнь и здоровье неприкосновенно».
- «Австрия должна сделать все возможное для защиты своей национальной территории, поддерживать свой нейтралитет и предоставлять своим гражданам защиту и помощь в случае угрозы или опасности».
- «Австрия должна предоставить обществу комплексное образование, академическую свободу, независимое искусство и культуру».
- «Внешнеполитическая деятельность Австрии должна быть направлена на защиту и сохранение австрийских интересов. Свобода, культурная идентичность и суверенитет Австрии должны решительно отстаиваться республикой на международной арене».
- «Наша европейская политика и международные отношения основаны на свободном объединении народов. Мы стремимся к построению Европы как объединению автохтонных групп людей, которые сложились исторически. Мы отвергаем любое насильственное объединение европейских народов и языков».

## Надгосударственная деятельность
Австрийская Партия Свободы имеет партнёрские связи с различными европейскими ультраправыми партиями. Ещё в середине 1980-х годов Йорг Хайдер провёл встречи с наиболее заметными ультраправыми политиками того времени, такими как Жан-Мари Лё Пеном (Национальный Фронт, Франция) и Францем Шёнхубером (Республиканцы, ФРГ). Однако в конце 1990-х годов Йорг Хайдер дистанцировался от Лё Пена и отказался присоединить АПС к новому проекту надгосударственного объединения националистических партий — Евронату. После вхождения АПС в правительство в 2000 году Хайдер стремился создать свой союз ультраправых партий. Для этой цели Хайдер пытался установить контакты с бельгийским Фламандским Блоком (нынешнее название — Фламандский Интерес) и итальянской Лигой Севера, а также более мелкими движениями ультраправого толка. Однако из-за пошатнувшейся позиции АПС и лично Йорга Хайдера, попытка создания данного объединения партий не удалась.
Под руководством Штрахе АПС наиболее активно сотрудничает с Фламандским Интересом (Бельгия) и пангерманскими общественными движениями в ФРГ. Однако не все партии, имеющие черты национализма, одобряют политику АПС. Например, основатель нидерландской Партии Свободы Герт Вилдерс, резко выступающий за ограничение иммиграции и против присутствия элементов исламской культуры на территории Нидерландов, подвергает критике действия АПС, так как, по мнению Вилдерса, политика Австрийской Партии Свободы «имеет явное сходство с политикой национал-социализма». С похожей позиции выступают Шведские Демократы — партии даже приходилось время от времени проводить «чистки» среди членов партии, которые отстаивают крайние фашистские взгляды, несмотря на то, что в данной партии состоит расистское движение «Bevara Sverige Svenskt» («Сохраним Швецию шведской»). С критикой АПС выступала и Датская Народная Партия — несмотря на её антииммигрантскую позицию, датчане не приветствуют радикальных взглядов АПС. Однако АПС улучшила свои отношения с Национальным Фронтом (Франция), при этот Штрахе и Лё Пен летом 2011 года вместе заявили об углублении взаимного сотрудничества между двумя партиями. Партия Свободы имеет хорошие отношения с Швейцарской Народной Партией (именно по инициативе этой партии в Швейцарии в 2009 году был проведён референдум о запрете строительства минаретов), Словацкой национальной партией и немецкой партией «Свобода». В 2011 году АПС пыталась выйти на международный уровень, а именно: вступить во фракцию Европарламента «Европа за свободу и демократию», однако на вступление АПС было наложено вето. Вместо этого была создана новая наднациональная партия — Европейский Альянс за свободу. Данная партия признана Европарламентом, и она объединяет членов ультраправых европейских партий. На сегодняшний день в данной структуре состоят два члена АПС, ещё один состоит в независимой депутатской группе Европарламента (как правило, в данной группе состоят члены радикальных движений).

## Йорг Хайдер
Йорг Хайдер возглавлял АПС в период с 1986 и 2001. Почти сразу же он стал одним из самых противоречивых европейских политиков — в основном это было связано с его сомнительной интерпретацией нацистского прошлого Австрии.
В 1970 Хайдер возглавил молодёжную организацию АПС. Тогда он ещё считался либералом. Будучи депутатом австрийского парламента от Каринтии, он завоевал известность и популярность своими выступлениями против лингвистических привилегий словенского меньшинства.
Под руководством Хайдера АПС привлекла протестные голоса, а также голоса тех избирателей, которые не желали ассоциироваться с другими крупными партиями. Смесь популизма и критических высказываний агрессивного лидера партии в адрес правящей элиты с годами приводили к росту популярности АПС среди электората. На парламентских выборах 1999 она получила около 27 % голосов.
Ещё в 1989 Йорг Хайдер впервые стал губернатором (Landeshauptmann) Каринтии, но в 1991 был вынужден уйти в отставку после заявления о том, что нацистская Германия более эффективно обеспечивал занятость, чем австрийское коалиционное правительство начала 1990-х. В 1999 он вновь занял этот пост и с тех пор удерживал его.
В 1993 из партии ушли последние остававшиеся в ней сторонники либеральных взглядов, создавшие новую партию — Либеральный Форум. После этого раскола АПС покинула Либеральный Интернационал. Освободившееся место занял Либеральный Форум.
Большинство австрийских наблюдателей считали Йорга Хайдера не закоренелым националистом, каким его иногда представляют за пределами страны, а, скорее, популистом, который иногда играл на шовинистических настроениях публики для привлечения дополнительных голосов. Однако, кроме популистской группы вокруг Хайдера, в партии существует ещё многочисленное националистическое крыло, проявляющее неоднозначное отношение к нацистскому прошлому Австрии.

## Коалиционное правительство
На парламентских выборах 1999 года АПС получила рекордные результаты — 27 % голосов; при этом она даже на 400 голосов опередила Австрийскую народную партию, которая до этого никогда на общенациональных выборах не опускалась ниже второго места.
В начале 2000 АПС вошла младшим партнёром в коалиционное правительство с АНП под руководством Вольфганга Шюсселя. Если бы руководство АПС не пошло на это, то АНП осталась бы в коалиции с социал-демократами. Участие АПС в австрийском правительстве вызвало бурю возмущения и в самой Австрии, и за рубежом. Главы правительств остальных 14 стран ЕС приняли решение прекратить сотрудничество с правительством Австрии — впервые после 1945 в Западной Европе был нарушен своего рода запрет на вступление в правительственные коалиции с партиями, имеющими имидж правоэкстремистских. Несколько месяцев лидеры других стран отказывались здороваться за руку и общаться с членами кабинета Шюсселя. Вскоре, однако, пришло понимание, что такие меры являются контрпродуктивными, и уже летом 2000 были восстановлены нормальные отношения внутри ЕС, несмотря на то, что коалиция АНП и АПС продолжала существовать.
В феврале 2000 Хайдер официально ушёл в отставку с поста лидера АПС — якобы для того, чтобы успокоить зарубежных критиков, хотя всем было понятно, что он оставался у руководства партией. В то же время Хайдер сохранил за собой пост губернатора Каринтии.
Сам Хайдер выражал видимое недовольство складывающейся ситуацией, поскольку, не имея больше возможности критиковать правительство, АПС начала терять голоса на региональных и местных выборах. Внутрипартийные разногласия привели к тому, что три ведущих члена кабинета от АПС подали в отставку.
С 2000 по 2002 год генеральным секретарём партии был Петер Сихровски, член Европарламента от Австрии.
На парламентских выборах в ноябре 2002 Австрийская народная партия одержала полную победу, набрав 42,27 % голосов. АПС же за три года снизила свои показатели чуть ли не втрое, получив лишь 10,16 %.
Снизив общее число депутатских мандатов со 104 (52+52) до 97 (79+18), АНП и АПС, однако, сохранили свою правительственную коалицию.
Новые потери для АПС принесли региональные выборы в сентябре 2003 — здесь впервые Австрийская партия зелёных завоевала больше голосов, чем АПС. На выборах в Европарламент в июне 2004 Партия свободы скатилась уже до 6 % голосов.
Лишь в Каринтии на земельных выборах 7 марта 2004 АПС показала хорошие результаты — 42,5 % голосов. Скорее всего, это успех был связан с личной харизмой Хайдера, которая утратила свою привлекательность для остальной страны.

## Уход Йорга Хайдера
В начале 2005 внутри АПС разгорелся конфликт между популистскими и националистическими фракциями. Влияние партии в составе правительственной коалиции настолько упало, что канцлер Шюссель стал в основном проводить политику, соответствующую взглядам лишь его собственной партии.
4 апреля 2005 группа видных членов партии (включая Йорга Хайдера, его сестру и председателя АПС Урсулу Хаубнер, заместителя федерального канцлера Хуберта Горбаха и большинство парламентской фракции АПС) вышла из АПС и создала новую партию под названием «Альянс за будущее Австрии» (Bündnis Zukunft Österreich" — BZÖ). Региональные организации АПС оказались расколоты. Партийная организация АПС в Каринтии полностью перешла в новую партию. Тем временем Вольфганг Шюссель немедленно отказался от коалиции с АПС и перешёл к сотрудничеству с BZÖ.
23 апреля 2005 новым председателем АПС был избран Хайнц-Христиан Штрахе.
2 октября 2005 состоялись первые земельные выборы (в Штирии), на которых BZÖ соперничал с АПС. АПС потеряла все места в местном ландтаге, но при этом завоевала почти в три раза больше голосов (4,6 %), чем BZÖ (1,7 %). Через неделю в Бургенланде АПС получила лишь 5,7 % голосов (BZÖ своих кандидатов здесь не выставляла).
В то же время АПС показала хорошие результаты на выборах в ландтаг Вены 23 октября, где кампания Хайнца-Христиана Штрахе проходила под лозунгами ограничения иммиграции. АПС получила здесь 14,9 % голосов (ранее у неё здесь было свыше 20 %), тогда как BZÖ была вынуждена довольствоваться лишь 1,2 %. В результате BZÖ теперь представлена практически лишь в ландтаге Каринтии и на федеральном уровне, где она входит в правительство.

## С 2010 года
В качестве кандидата на состоявшихся 25 апреля 2010 года президентских выборах партия выдвинула Барбару Розенкранц, которая набрала 15,6 %. Розенкранц ранее привлекла к себе внимание австрийской общественности своей критикой Европейского Союза, негативным отношением к постоянно растущей иммиграции, а также защитой «семейных ценностей». Розенкранц, как и ожидалось, потерпела поражение.
На парламентских выборах 2013 года Австрийская партия свободы получила 20,5 %, заняв третье место. На выборах в Европарламент 2014 партия набрала 19,72 % голосов, получив 4 места из 18 отведённых Австрии. 16 июня 2015 года вошла в новую созданную евронационалистическими партиями нескольких стран фракцию «Европа наций и свобод» в Европейском парламенте.

## Организационная структура
АПС состоит из земельных партий (landespartei), земельные партии из окружных партий (bezirkspartei).
Высший орган — федеральный съезд (bundesparteitag), между федеральными съездами — федеральное правление (bundesparteivorstand), исполнительный орган — федеральный президиум (bundesparteipräsidium), высшее должностное лицо — федеральный председатель (bundesparteiobmann), прочие должностные лица — заместители федерального председателя (stellvertreter des bundesparteiobmannes), федеральный финансовый референт (bundesfinanzreferent), федеральный директор (bundesparteigeschäftsführer), федеральный счётный контролёр (bundesrechnungsprüfer), высший контрольный орган — федеральный партийный суд (bundesparteigericht).
Земельные партии
Земельные партии соответствуют землям.
Высший орган земельной партии — земельный съезд (landesparteitag), между земельными съездами — земельное правление (landesparteivorstand), исполнительный орган — земельный президиум (landesparteipräsidium), высшее должностное лицо земельной партии — земельный председатель (landesparteionmann), прочие должностные лица земельной партии — заместители земельного председателя (stellvertreter der landesparteiobmannes), земельный финансовый референт (landesfinanzreferent), земельный директор (landesparteigeschäftsführer), земельный счётный контролёр (landesrechnungsprüfer), контрольный орган земельной организации — земельный партийный суд (landesparteigericht).
Окружные партии
Окружные партии соответствуют округам и статуарным городам.
Высший орган окружной партии — окружное общее собрание или окружной съезд (bezirksparteitag), между окружными общими собраниями — окружное правление (bezirksparteivorstand), исполнительный орган — окружной президиум (bezirksparteipräsidium), высшее должностное лицо окружной партии — окружной председатель (bezirksparteiobmann), прочие должностные лица окружной партии — заместители окружного председателя (stellvertreter der bezirksparteiobmannes), окружной финансовый референт (bezirksfinanzreferent), окружной счётный контролёр (bezirksrechnungsprüfer), контрольный орган окружной организации — окружной партийный суд (bezirksparteigericht).
Местные партии
Местные партии соответствуют городам, общинам и городским округам. Могут создаваться при наличие достаточного количества членов АПС проиживающих в городе или общине.
Высший орган местной партии — местное общее собрание (ortsparteitag), местными общими собраниями — местное правление (ortsparteivorstand), исполнительный орган местной партии — местный президиум (ortsparteipräsidium), высшее должностное лицо местной партии — местный председатель (ortsparteiobmann), прочие должностные лица местной партии — заместители окружного председателя (stellvertreter des ortsobmannes), местный финансовый референт (ortsfinanzreferent), местный счётный контролёр (ortsrechnungsprüfer).
Клубы
- Клуб свободной молодёжи Австрии (Ring Freiheitlicher Jugend Österreich, RFJ)
- Клуб свободных студентов (Ring Freiheitlicher Studenten, RFS)
- Клуб австрийских пенсионеров (Österreichischer Seniorenring, ÖRS)
- Свободные рабочие (Freiheitliche Arbeitnehmer, FA)
- Свободное крестьянство (Freiheitliche Bauernschaft)
- Клуб свободного экономического возрождения (Ring Freiheitlicher Wirtschaftstreibender, RFW)
- Свободная академия (Freiheitliche Akademie)